# Глініска (Грубешівський повіт)
Глініска (пол. Gliniska) — село в Польщі, у гміні Ухані Грубешівського повіту Люблінського воєводства.
Населення — 120 осіб (2011).
У 1975-1998 роках село належало до Замойського воєводства.

## Демографія
Демографічна структура станом на 31 березня 2011 року:
|          | Загалом | Допрацездатний вік | Працездатний вік | Постпрацездатний вік |
| -------- | ------- | ------------------ | ---------------- | -------------------- |
| Чоловіки | 62      | 7                  | 45               | 10                   |
| Жінки    | 58      | 5                  | 31               | 22                   |
| Разом    | 120     | 12                 | 76               | 32                   |